# Mark Buehrle
Mark Alan Buehrle (né le 23 mars 1979 à Saint Charles, Missouri, États-Unis) est un ancien lanceur gaucher des Ligues majeures de baseball.
Il compte 5 sélections au Match des étoiles (2002, 2005, 2006, 2009 et 2014) et remporte 4 Gants dorés (2009-2012) et 4 Fielding Bible Awards (2009-2012). Buerhle est reconnu pour n'être jamais blessé : de 2001 à 2014, il a toujours lancé plus de 200 manches par saison, n'a jamais effectué moins de 31 départs et n'a pas été placé une seule fois sur la liste des joueurs blessés,. Il est l'un des 7 lanceurs dans l'histoire des majeures à atteindre les 200 manches lancées lors de 14 saisons consécutives. Buehrle est aussi reconnu comme un lanceur des majeures travaillant le plus rapidement, c'est-à-dire qu'il ne laisse que peu de secondes (environ 17) s'écouler entre deux lancers,,,,,.
Gagnant de la Série mondiale 2005 avec les White Sox de Chicago, Buerhle lance un premier match sans point ni coup sûr le 18 avril 2007 et réussit le 23 juillet 2009 le 18e match parfait de l'histoire des Ligues majeures de baseball. Le 28 juillet 2009, il établit un nouveau record de perfection avec 45 frappeurs consécutifs retirés, sans permettre à un seul d'atteindre les buts, une marque qui sera battue en 2014 par Yusmeiro Petit.

## Jeunesse et ligues mineures
En 1994, Mark Buehrle entre au lycée Francis Howell North de Saint-Charles. Il intègre l'équipe de baseball lors de sa troisième année et devient le lanceur numéro 2 pour sa dernière année en 1997. Il rejoint l'équipe des Vikings du Jefferson College de Hillsboro (Missouri). Au printemps 1998 pour sa première saison, il remporte 8 victoires et ne concède aucune défaite. En juin 1998, il est choisi au 38e tour de la draft par les White Sox de Chicago (1139e choix global) avec la possibilité de signer un contrat dans l'année qui suit si ses performances se confirment (sign-and-follow). Sa deuxième saison avec les Vikings se termine avec un bilan de 8 victoires, 4 défaites, 100 retraits sur prises et une moyenne de 2,70 points mérités. Le 21 mai 1999, il signe son premier contrat professionnel avec les White Sox et débute en ligue mineure avec les Bees de Burlington (Midwest League, niveau A). Les Bees remportent le championnat et Buehrle affiche un bilan de 7 victoires et 4 défaites en 14 départs. Il est aussi crédité de 3 sauvetages et de 91 retraits sur prises. En 2000, il commence la saison avec les Barons de Birmingham (Southern League, niveau AA). En 16 départs, il remporte 8 victoires pour 4 défaites avec une moyenne de 2,28 points mérités. Il participe au match des étoiles espoirs (Futures Game) et remporte la victoire pour l'équipe USA (joueurs nés aux États-Unis).

## Ligue majeure

### White Sox de Chicago
Ses performances en ligues mineures lui valent une promotion dans l'effectif des White Sox de Chicago. Le 16 juillet, il joue son premier match en Ligue majeure face aux Brewers de Milwaukee lors de la dernière manche. Le 19 juillet, il commence sa première rencontre et remporte sa première victoire en Ligue majeure face aux Twins du Minnesota. Après deux départs sans décision, il est repositionné en tant que lanceur de relève. En 25 apparitions, il est crédité de 3 victoires pour une défaites. En fin de saison, il est nommé Lanceur de l'année en Southern League.
Buerhle remporte la Série mondiale 2005 avec les White Sox. Dans la série d'une durée de quatre parties, il devient le premier lanceur de l'histoire à commencer un match de finale comme lanceur partant puis enregistrer un sauvetage en relève dans la même série. Partant de son club dans le match numéro deux contre les Astros de Houston, Buerhle revient au monticule pour terminer le troisième match et protéger la victoire des siens. Ce retour au monticule est provoqué par la durée anormalement longue de cette troisième partie, qui se conclut par un gain des Sox en 14 manches de jeu.

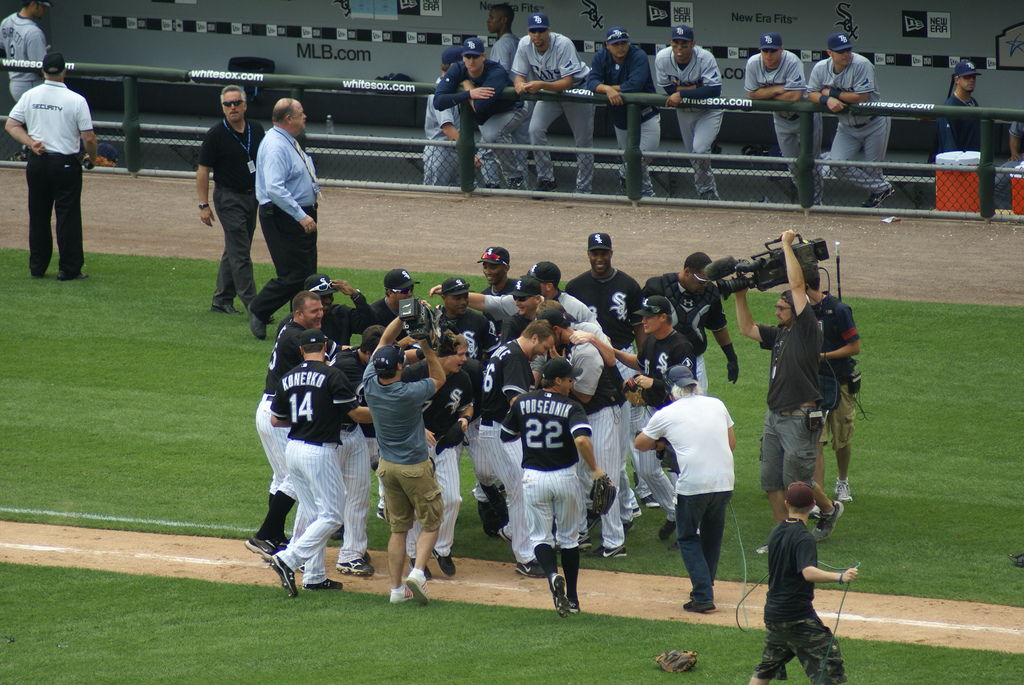
Mark Buerhle célèbre avec ses coéquipiers son match parfait du 23 juillet 2009.

Le 23 juillet 2009, Mark Buehrle a lancé le 18e match parfait de l'histoire des Ligues majeures de baseball, affrontant le minimum de 27 frappeurs dans une victoire de 5-0 des White Sox sur les Rays de Tampa Bay au U.S. Cellular Field de Chicago.
Le 28 juillet 2009, il établit un nouveau record de perfection en allongeant à 45 sa séquence de frappeurs consécutifs, sans permettre à un seul d'atteindre les buts. La série parfaite s'est étirée du 18 au 28 juillet, avec un retrait au dernier frappeur affronté le 18 contre Baltimore, le match parfait du 23 contre Tampa Bay, et le match du 28 contre les Twins du Minnesota, où Buehrle retire dans l'ordre les 17 premiers adversaires avant d'allouer un but-sur-balles à Alexi Casilla en 6e manche. Cette nouvelle marque des majeures remplace l'ancien record de 41 frappeurs retirés de suite, qui était codétenue par le releveur des White Sox Bobby Jenks (17 juillet au 20 août 2007) et Jim Barr des Giants de San Francisco (23 au 29 août 1972). Le record de Buehrle est battu en 2014 par Yusmeiro Petit.
Après la saison, il se voit décerner pour l'année 2009 le Gant doré comme meilleur lanceur défensif de la Ligue américaine, une première pour lui. Il gagne le Fielding Bible Award du meilleur lanceur défensif.
En 2010, Buerhle remporte 13 victoires contre 13 défaites en 33 départs, et sa moyenne de points mérités grimpe à 4,28. Il reçoit ses seconds Gant doré et Fielding Bible Award consécutifs à la position de lanceur.
En 2011, il affiche une moyenne de points mérités de 3,59 (sa meilleure depuis 2005) en 205 manches et un tiers lancées dans 31 départs. Il est crédité de 13 victoires contre 9 défaites. Il remporte son troisième Gant doré consécutif et son troisième Fielding Bible Award.

### Marlins de Miami
En décembre 2011, Buehrle, devenu agent libre, signe un contrat de 58 millions de dollars pour quatre saisons avec les Marlins de Miami.
Il lance 202 manches et un tiers pour l'équipe de Floride en 2012, pour une 12e saison de suite au-dessus des 200 manches lancées. Il amorce 31 parties et réussit un match complet. Sa moyenne de points mérités s'élève à 3,74 et sa fiche victoires-défaites à 13-13. C'est le plus haut total de victoires cette saison-là par un lanceur des Marlins, qui terminent en dernière place de leur division.

### Blue Jays de Toronto
Mark Buerhle est échangé aux Blue Jays de Toronto dans le cadre de la méga-transaction conclue par les Marlins le 19 novembre 2012. Il passe aux Jays avec l'arrêt-court José Reyes, le lanceur droitier Josh Johnson, le receveur John Buck et le joueur d'utilité Emilio Bonifacio en retour de l'arrêt-court Yunel Escobar, du voltigeur Jake Marisnick, du joueur d'avant-champ Adeiny Hechavarria, du receveur Jeff Mathis, des lanceurs droitiers Henderson Alvarez et Anthony DeSclafani et du lanceur gaucher Justin Nicolino.
Il reçoit une 5e invitation au match des étoiles en 2014.
Le 4 octobre 2015, Buehrle est le lanceur partant des Blue Jays face aux Rays de Tampa Bay même s'il l'avait été à peine deux jours plus tôt dans l'espoir de devenir le 5e lanceur de l'histoire avec au moins 200 manches lancées durant 15 saisons consécutives. N'ayant besoin que de deux manches complètes pour atteindre à nouveau ce total, Buehrle est incapable de réaliser plus de deux retraits et accorde 8 points (tous non mérités), terminant sa saison 2015 avec 198 manches et deux tiers lancées, ce qui met fin à séquence après 14 saisons d'au moins 200 manches.

## Vie personnelle
Buehrle est propriétaire de quatre chiens, dont un chien de race American Staffordshire Terrier nommé Slater. Après avoir signé un contrat avec les Marlins de Miami, Buehrle et son épouse Jamie ont dû trouver une résidence dans le comté de Broward, à l'extérieur du comté de Miami-Dade où évoluent les Marlins, en raison d'une loi visant spécifiquement les pit bulls et interdisant depuis 1989 certains types de chiens. Les Buehrle ont tenté durant leur bref séjour en Floride en 2012 de demander une révision de cette loi dans le comté de Maimi-Dade. Le même problème surgit en novembre 2012 lorsque Buehrle est échangé aux Blue Jays de Toronto, mais avec une difficulté supplémentaire puisqu'une loi similaire existe dans l'entière province canadienne de l'Ontario.
Mark Buehrle a publiquement dénoncé Michael Vick, un joueur de football américain condamné à la prison pour cruauté envers les animaux et implication dans des combats de chiens. Ses propos ont causé une certaine controverse en 2011 lorsqu'il alla jusqu'à dire qu'il aimerait voir Vick, depuis sorti de prison, être blessé en pratiquant son sport.

## Statistiques
| Saison | Équipe     | G   | GS  | CG | SHO | V   | D   | SV | IP     | SO   | ERA  |
| ------ | ---------- | --- | --- | -- | --- | --- | --- | -- | ------ | ---- | ---- |
| 2000   | Chicago WS | 28  | 3   | 0  | 0   | 4   | 1   | 0  | 51.1   | 37   | 4,21 |
| 2001   | Chicago WS | 32  | 32  | 4  | 2   | 16  | 8   | 0  | 221.1  | 126  | 3,29 |
| 2002   | Chicago WS | 34  | 34  | 5  | 2   | 19  | 12  | 0  | 239.0  | 134  | 3,58 |
| 2003   | Chicago WS | 35  | 35  | 2  | 0   | 14  | 14  | 0  | 230.1  | 119  | 4,14 |
| 2004   | Chicago WS | 35  | 35  | 4  | 1   | 16  | 10  | 0  | 245.1  | 165  | 3,89 |
| 2005   | Chicago WS | 33  | 33  | 3  | 1   | 16  | 8   | 0  | 236.2  | 149  | 3,12 |
| 2006   | Chicago WS | 32  | 32  | 1  | 0   | 12  | 13  | 0  | 204.0  | 98   | 4,99 |
| 2007   | Chicago WS | 30  | 30  | 3  | 1   | 10  | 9   | 0  | 201.0  | 115  | 3,63 |
| 2008   | Chicago WS | 34  | 34  | 1  | 0   | 15  | 12  | 0  | 218.2  | 140  | 3,79 |
| 2009   | Chicago WS | 33  | 33  | 1  | 1   | 13  | 10  | 0  | 213.1  | 105  | 3,84 |
| 2010   | Chicago WS | 33  | 33  | 3  | 0   | 13  | 13  | 0  | 210.1  | 99   | 4,28 |
| Totaux | Totaux     | 359 | 334 | 27 | 8   | 148 | 110 | 0  | 2271.1 | 1287 | 3,85 |

| Saison | Équipe     | G | GS | CG | SHO | V | D | SV | IP   | SO | ERA  |
| ------ | ---------- | - | -- | -- | --- | - | - | -- | ---- | -- | ---- |
| 2000   | Chicago WS | 1 | 0  | 0  | 0   | 0 | 0 | 0  | 0.1  | 1  | 0,00 |
| 2005   | Chicago WS | 4 | 3  | 1  | 0   | 2 | 0 | 1  | 23.1 | 12 |      |
| 2008   | Chicago WS | 1 | 1  | 0  | 0   | 0 | 1 | 0  | 7.0  | 3  | 6,43 |
| Totaux | Totaux     | 6 | 4  | 1  | 0   | 2 | 1 | 1  | 30.2 | 16 | 4,11 |

Note : G = Matches joués ; GS = Matches comme lanceur partant ; CG = Matches complets ; SHO = Blanchissages ; 
V = Victoires ; D = Défaites ; SV = Sauvetages ; IP = Manches lancées ; SO = Retraits sur des prises ; ERA = Moyenne de points mérités.